# David Flakus Bosilj
David Flakus Bosilj (* 1. Februar 2002) ist ein slowenischer Fußballspieler auf der Position eines Stürmers. Seit der Saison 2018/19 steht der mehrfache slowenische Juniorennationalspieler beim NK Aluminij mit Spielbetrieb in der höchsten slowenischen Fußballliga unter Vertrag.

## Vereinskarriere
David Flakus Bosilj wurde am 1. Februar 2002 geboren und begann mit dem Vereinsfußball beim NK Pobrežje aus seiner Heimatgemeinde Pobrežje, ehe er noch in seiner Kindheit in den Nachwuchs des NK Malečnik kam und dort bis zur Saison 2016/17 sämtliche Nachwuchsspielklassen durchlief. In der Winterpause der Saison 2016/17 wechselte Flakus Bosilj in die Jugendabteilung des NK Aluminij aus der Gemeinde Kidričevo, nachdem er im vorangegangenen Herbst noch sieben Tore in 14 Ligaspielen der in der 2. Slovenska Kadetska Liga spielenden U-17-Mannschaft des NK Malečnik erzielt hatte. Im nachfolgenden Frühjahr kam er bereits zu regelmäßigen Einsätzen für seinen neuen Verein in der 1. Slovenska Kadetska Liga, der slowenischen U-17-Liga, wobei er auf eine Bilanz von zehn Ligaeinsätzen und vier Treffern kam. Des Weiteren wurde er in der Saison 2016/17 in einem Ligaspiel der U-15-Mannschaft des Klubs eingesetzt. Spätestens ab der Saison 2017/18 fungierte der junge Offensivspieler als Stammkraft in der U-17-Mannschaft des NK Aluminij, für die er es auf 25 Meisterschaftseinsätze und 14 Tore brachte. Hinzu kamen in dieser Spielzeit noch zwei – für ihn persönlich torlose – Einsätze im Mladinski Pokal, dem slowenischen Juniorenpokal.
Aufgrund einer konstant guten Leistung im vereinseigenen Nachwuchs, in dem er sowohl in der U-17-, als auch in der U-19-Mannschaft durch seine Torgefährlichkeit auffiel, schaffte Flakus Bosilj zum Saisonende hin sogar den Sprung in den Profikader des Provinzklubs. Am 10. Mai 2018 setzte ihn sein Trainer Oliver Bogatinov bei einer 0:3-Auswärtsniederlage gegen den NK Rudar Velenje ab der 77. Spielminute für Luka Štor ein. Damit war er kurzzeitig der jüngste bisher eingesetzte Spieler der Slovenska Nogometna Liga in der Saison 2018/19, ehe er einen Tag später durch den erst 16-jährigen Žiga Laci vom ND Mura 05 abgelöst wurde. Beim 3:1-Sieg über den NK Krško am 19. Mai 2018 leistete Flakus Bosilj die Vorarbeit zu Nik Marinšeks Treffer zum 3:1-Endstand. Beim letzten Saisonspiel, einem 1:0-Heimsieg über den NK Olimpija Ljubljana, kam der junge Stürmer zu einem weiteren Kurzeinsatz und schloss die Saison mit der Profimannschaft auf dem sechsten Tabellenplatz ab. Des Weiteren kam er in dieser Spielzeit zu neun Einsätzen und sieben Treffern für das U-17-Team sowie zu 16 Auftritten und vier Toren für die U-19-Mannschaft des Vereins. Für letztgenannte kam er auch noch in drei Partien des Mladinski Pokals zum Einsatz und erzielte hierbei drei Tore.
Bereits vom Saisonbeginn 2019/20 an saß Flakus Bosilj regelmäßig auf der Ersatzbank der Profis und kam von dieser auch zu einigen zumeist nur wenige Minuten dauernden Kurzeinsätzen. Bei seinem erstmals etwas länger dauernden Kurzeinsatz am 4. Dezember 2019, einem 8:1-Kantersieg über den NK Triglav Kranj, bei dem er in der 71. Minute für Ante Živković auf das Spielfeld kam, konnte der offensivstarke Nachwuchsspieler in den Minuten 84 und 88 die Treffer zum 7:1 und 8:1 erzielen. Nachdem der Spielbetrieb aufgrund der COVID-19-Pandemie für drei Monte unterbrochen worden war, kam der Angriffsspieler nach Wiederaufnahme des Spielbetriebs zu regelmäßigen Einsätzen in der Startformation. Am Ende hatte er es auf 16 Ligaeinsätze gebracht, in denen er drei Tore erzielte und ein weiteres für seine Teamkollegen vorbereitete. Im Endklassement rangierte er mit seinem Verein auf dem fünften Tabellenplatz. Im Slowenischen Fußballpokal 2019/20 kam die junge Offensivkraft in vier Partien zum Einsatz und schied mit seiner Mannschaft im Halbfinale gegen den NŠ Mura aus. Parallel zu seiner Aktivität im Profikader war er vor allem noch im Herbst 2019 Stammspieler der U-19-Mannschaft in der 1. Slovenska Mladinska Liga, für die er es im Laufe der Saison auf 15 Einsätze und acht Tore gebracht hatte.
Spätestens in der Spielzeit 2020/21 hatte der Mittelstürmer den Durchbruch in die Stammformation geschafft. Anfangs noch unter Slobodan Grubor und ab Dezember 2020 unter Oskar Drobne kam Flakus Bosilj bislang (Stand: 21. Februar 2021) in 20 Meisterschaftsspielen zum Einsatz und erzielte dabei drei Tore. Mit der Mannschaft befindet er sich aktuell (Stand: 21. Februar 2021) im Abstiegskampf. Im Pokal schied er mit der Mannschaft am 21. Oktober 2020 im Achtelfinale gegen den FC Koper aus.

## Nationalmannschaftskarriere

### Einsätze in Sloweniens U-15 und U-16
Erste Erfahrungen in einer Nachwuchsnationalmannschaft des slowenischen Fußballverbandes sammelte Flakus Bosilj beim von 24. April bis 1. Mai 2017 stattfindenden 14. Torneo delle Nazioni, an der Sloweniens U-15-Nationalauswahl teilnahm. Hierbei debütierte er am 24. April bei einer 0:4-Niederlage gegen die Vereinigten Staaten und kam in weiterer Folge in vier weiteren Spielen des Turniers zum Einsatz.
Im August 2017 absolvierte er zwei freundschaftliche Länderspiele für die slowenischen U-16-Junioren gegen die Alterskollegen aus den Vereinigten Arabischen Emiraten und kam danach im Dezember 2017 in zwei Länderspielen gegen das Nachbarland Kroatien zum Einsatz. Im nachfolgenden März 2018 wurde Flakus Bosilj für das sogenannte UEFA Development Tournament, ein Entwicklungsturnier der UEFA für U-16-Nationalmannschaften, erneut in die slowenische U-16-Auswahl geholt und absolvierte im Laufe des Turniers drei Länderspiele, in denen er auch erstmals ein Tor beisteuern konnte. Danach absolvierte er Ende Mai 2018 noch zwei Freundschaftsspiele gegen die U-16-Nationalmannschaft aus Mazedonien.

### Stammspieler in der U-17 und Spiele für Sloweniens U-18
Nachdem er für zwei Freundschaftsspiele gegen die Schweiz Ende August 2018 erstmals in die slowenische U-17-Nationalmannschaft berufen worden war und hierbei auch zum Torerfolg gekommen war, entwickelte sich Flakus Bosilj in weiterer Folge zu einem Stammspieler des U-17-Teams. Nach zwei weiteren freundschaftlichen Länderspielen gegen Kroatien Ende September 2018 bestritt die junge Offensivkraft Ende Oktober 2018 die erste Runde der Qualifikation zur U-17-Europameisterschaft und kam dabei in allen drei Spielen der Slowenen als Rechtsaußen zum Einsatz. Als Zweitplatzierter hinter Österreich zogen die punktegleichen Slowenen daraufhin in die Eliterunde der EM-Qualifikation ein. Nachdem er in der Zwischenzeit im Februar 2019 unter Aleksander Radosavljevič in zwei Länderspielen gegen Bosnien und Herzegowina zum Einsatz gekommen war und dabei auch einmal zum Torerfolg gekommen war, absolvierte Flakus Bosilj mit Sloweniens U-17-Nationalteam im März 2019 die bereits erwähnte Eliterunde, konnte sich über diese jedoch nicht für die im Mai 2019 in Irland stattfindende EM-Endrunde qualifizieren und schied als Vierter und Letzter der Gruppe 4 aus der Qualifikation aus.
Dies blieben zugleich auch seine letzten Länderspiele im U-17-Kader, ehe er im August 2019 in zwei sieglosen Länderspielen der slowenischen U-18-Auswahl gegen Italien eingesetzt wurde. Zu Beginn der Saison 2020/21 wurde Flakus Bosilj für ein freundschaftliches Länderspiel gegen Österreich in die slowenische U-19-Nationalmannschaft beordert, verbracht dieses Spiel allerdings uneingesetzt auf der Ersatzbank.